# Église Saint-Mathurin de Moncontour
L'église Saint-Mathurin est une église catholique située à Moncontour, en France.

## Localisation
L'église est située dans le département français des Côtes-d'Armor, dans la commune de Moncontour.

## Historique
Les parties les plus anciennes de l'église, dédiée à saint Mathurin, datent du XVIe siècle (partie nord-ouest et porte). Le clocher, démoli en 1584, est reconstruit de 1584 à 1587. Un des bas-côtés est construit en 1620, le chevet est réparé en 1719 mais l'église est en grande partie remaniée au  XVIIIe siècle, la façade, en particulier, est reconstruite en 1786 (plans d'Antoine Guiber).

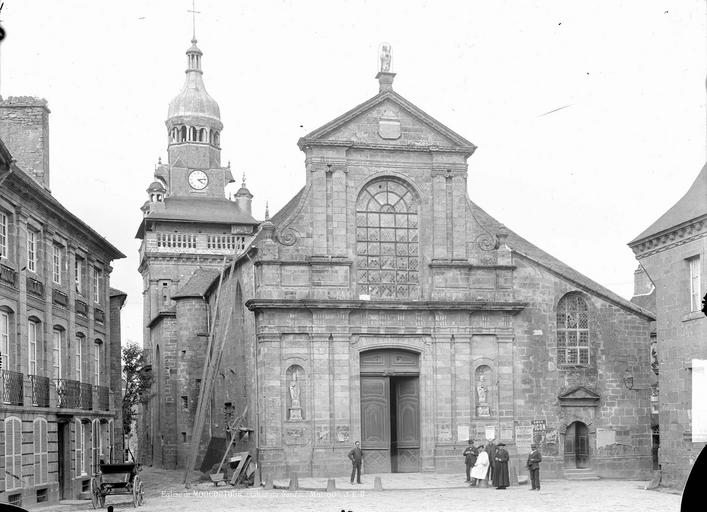
L'église Saint-Mathurin de Moncontour, photographiée autour de 1900 par Jean-Eugène Durand.
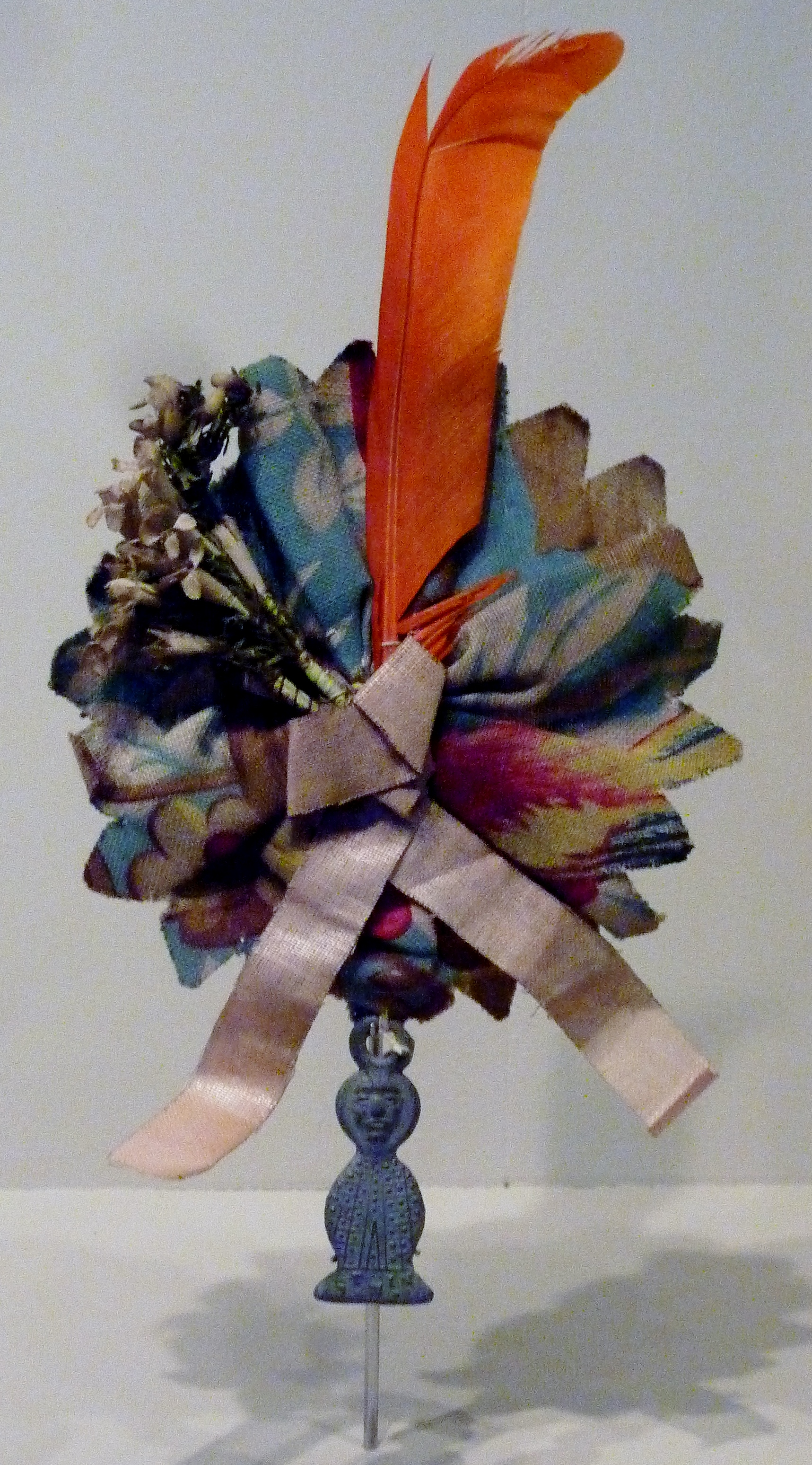
Plomb de pèlerinage vendu lors du pardon de Saint-Mathurin (fin XIXe siècle)

## Protection
L'édifice est classé au titre des monuments historiques en 1889.

## Vitraux
L'église possède six verrières réalisées entre 1520 et 1540 environ. La verrière d'axe peut être rattachée à la maîtresse-vitre de la chapelle Notre-Dame de Folgoat de Lansalaün de Paule datée de 1528. Le vitrail de saint Mathurin (baie 6) a dû aussi être réalisé entre 1520 et 1530. Les trois verrières du côté nord de l'église (baies 3, 5 et 7) peuvent être rattachées à la production rennaise contemporaine. Deux de ces verrières sont datées, 1537 pour la baie 7, vie de saint Yves, 1538 pour la baie 5 vie de sainte Barbe. Ces verrières ont été réparées en 1588 et 1599. Elles sont également classées monuments historiques, :
- vitrail de saint Mathurin (réalisé vers 1520), huit panneaux racontant la vie du Saint ;
- maîtresse vitre d'inspiration hollandaise, présentant des épisodes de l'enfance du Christ (réalisée entre 1522 et 1531), sainte Barbe et sainte Catherine au tympan, Visitation, Adoration des mages, massacre des Innocents, circoncision, Fuite en Égypte ;
- vitrail de saint Yves[5], trois lancettes de six panneaux chacun (1537), leçon d'un cordelier de Rennes, saint Yves juge, miracle de la messe, saint Yves et les infirmes, saint Yves et les pauvres, mort de saint Yves ;
- vitrail de sainte Barbe sur huit panneaux (1538),
- vitrail de saint Jean Baptiste sur dix panneaux,
- vitrail de l'arbre de Jessé sur treize panneaux.

## Galerie de photos

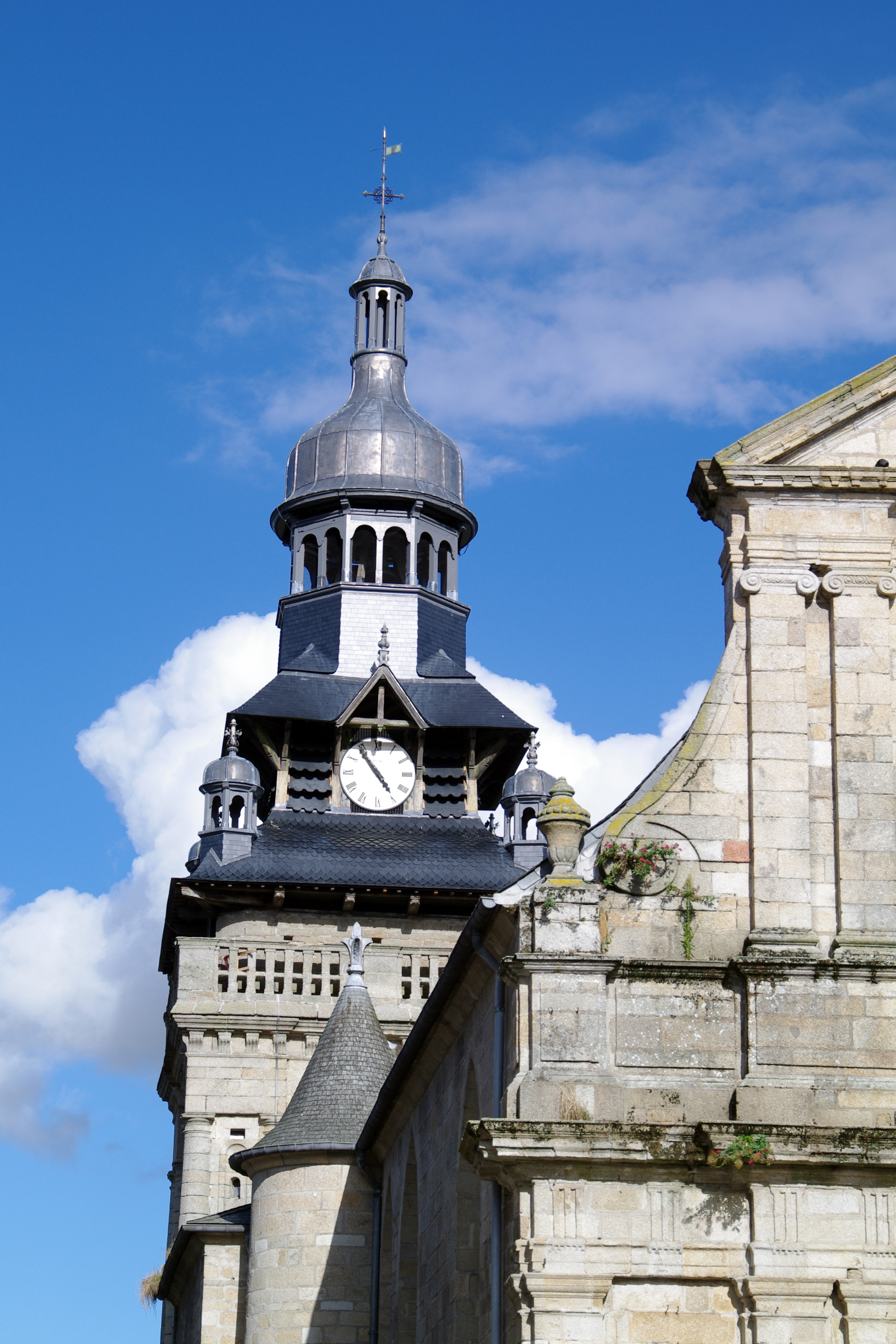
Clocher.
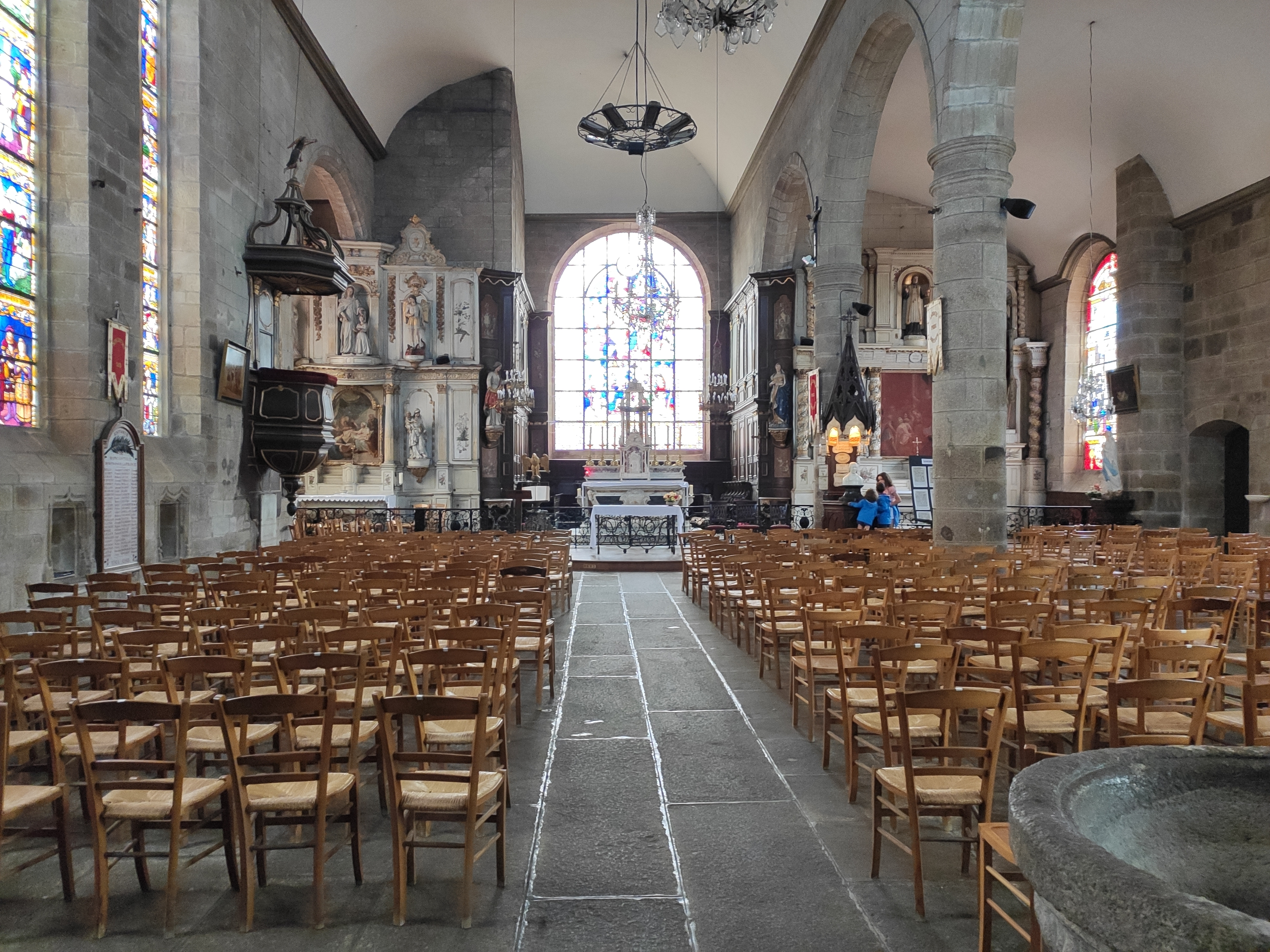
Nef vers le chœur.
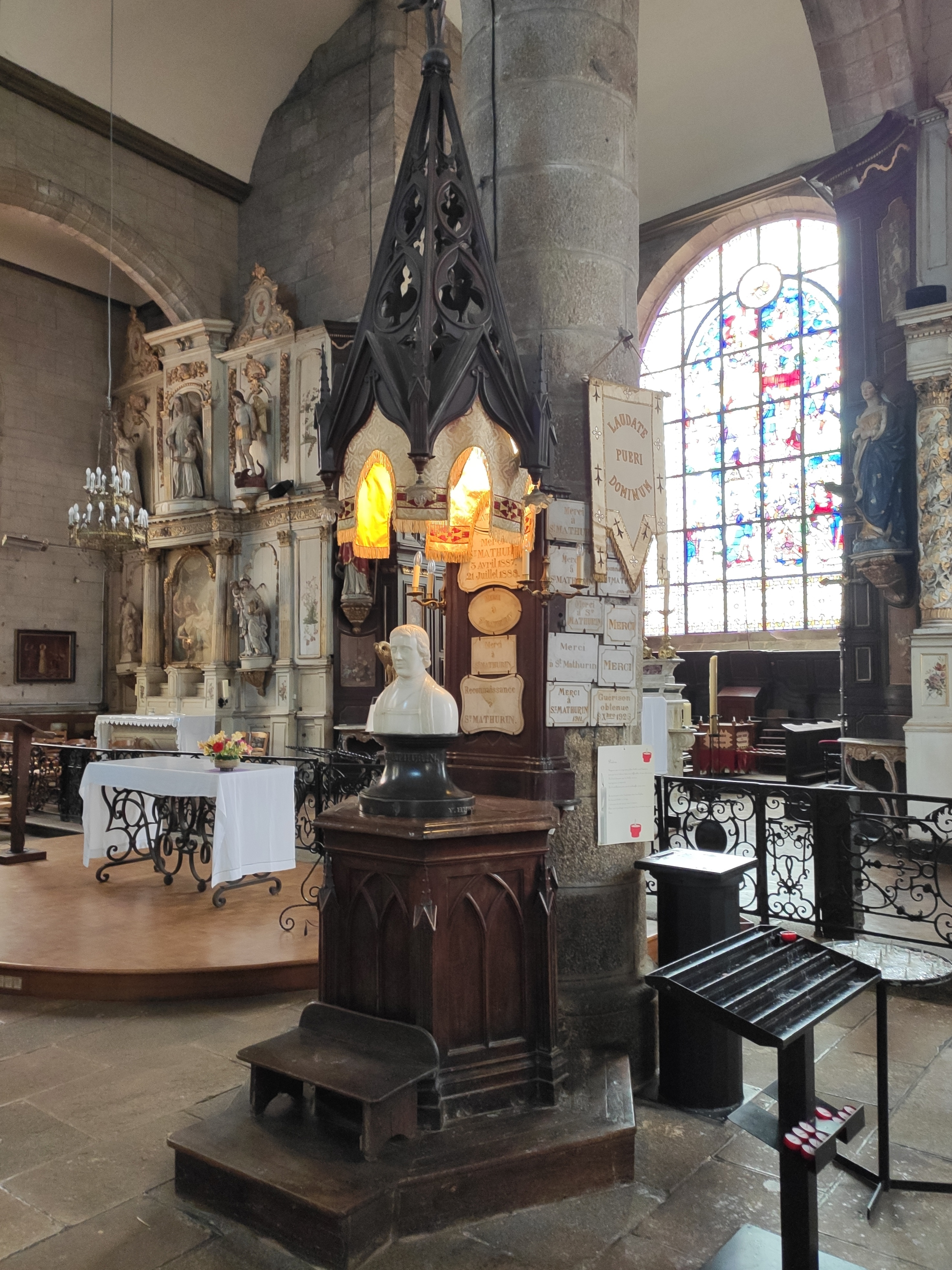
Le chœur avec le buste de saint Mathurin.
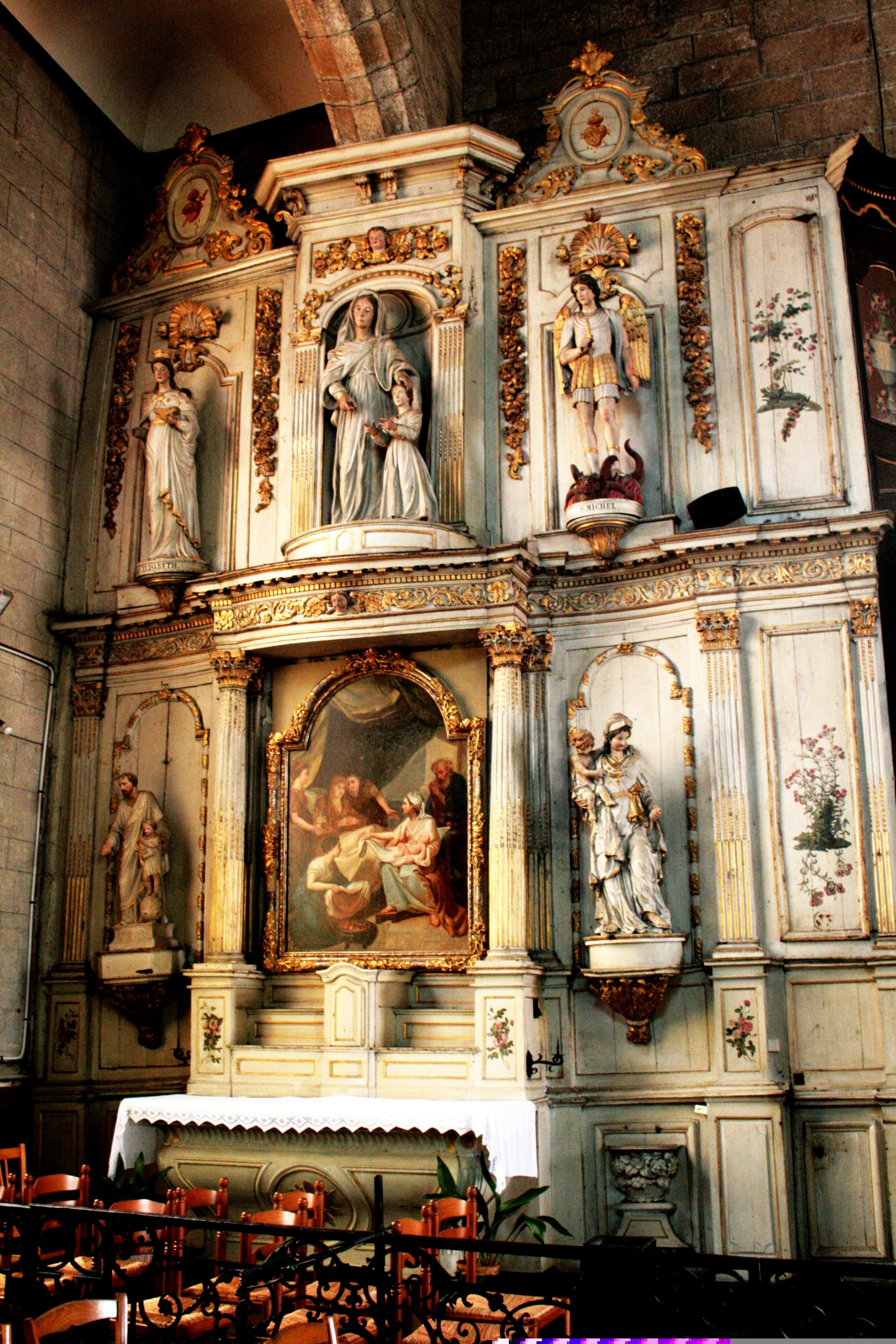
Retable nord du XVIIe siècle.
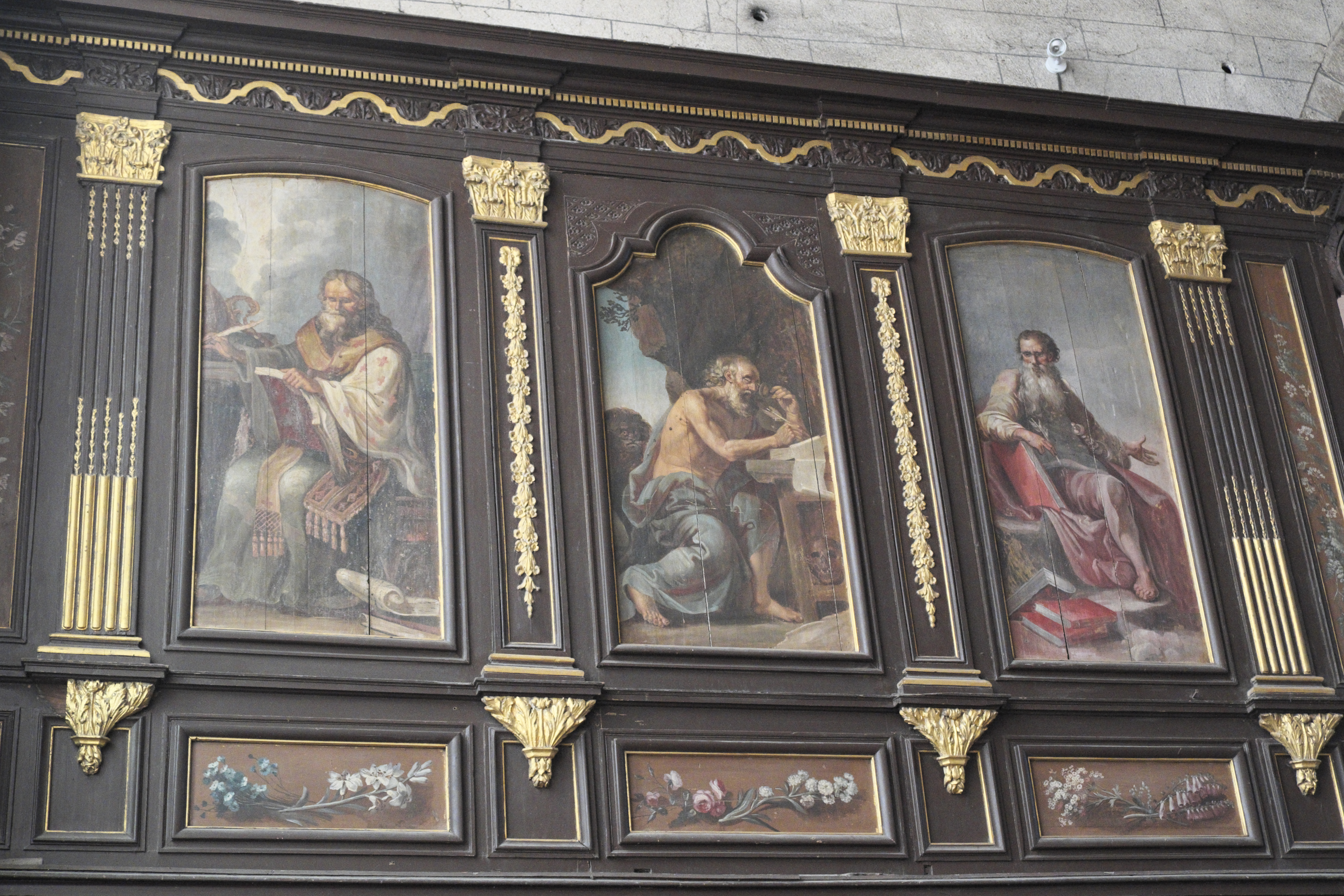
Lambris avec panneaux peints au-dessus des stalles.

Quelques vitraux
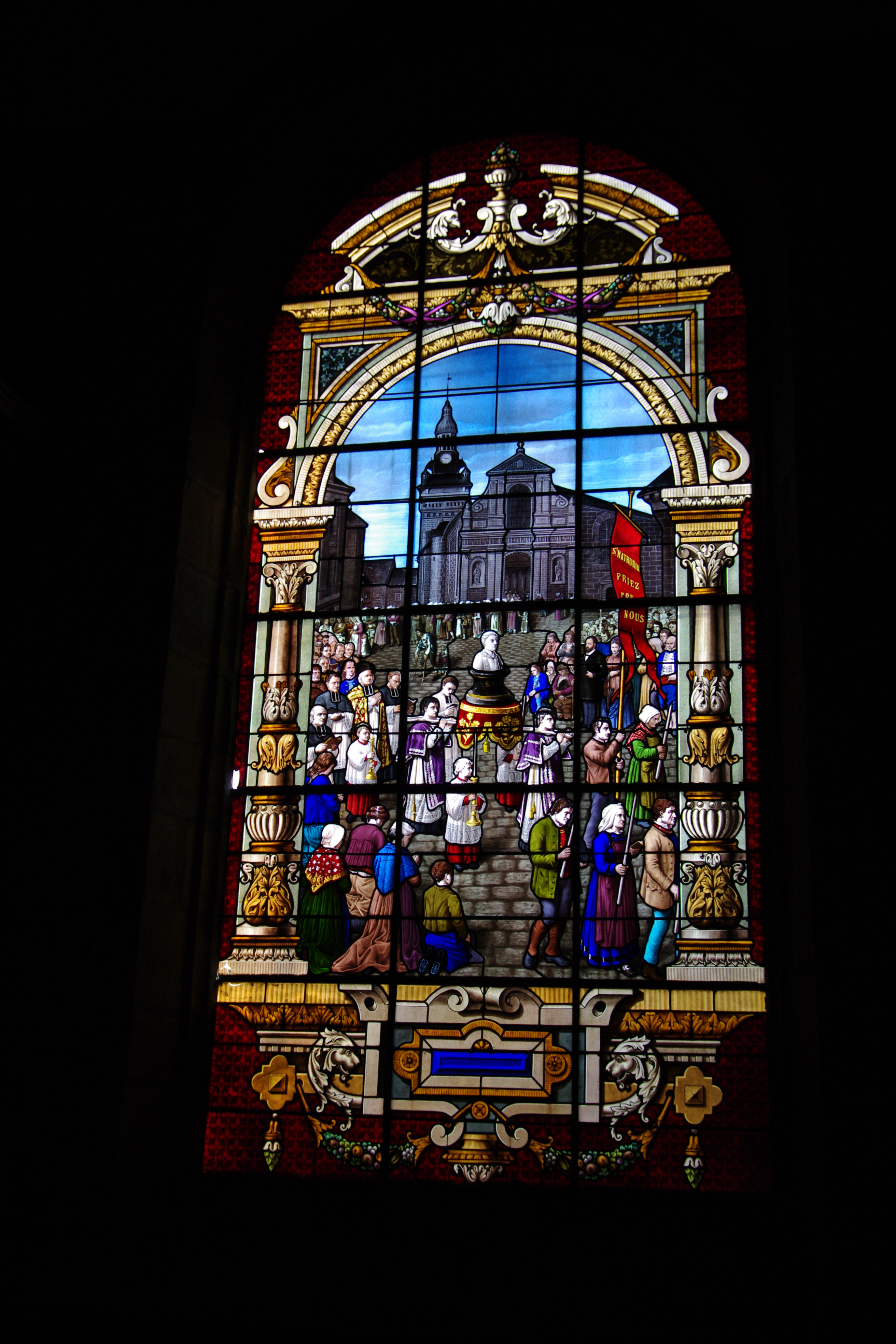
Procession avec le buste de saint Mathurin.
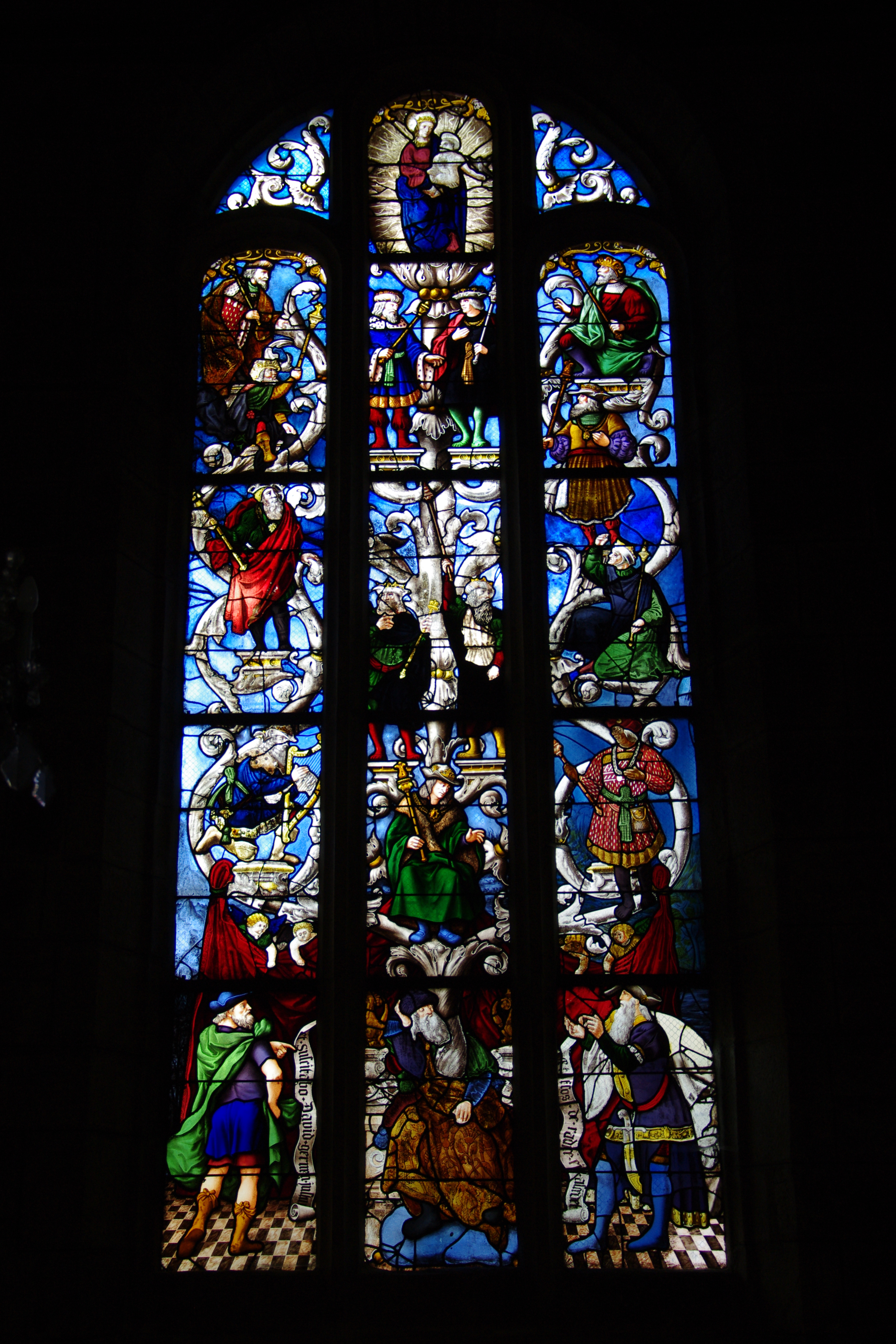
Arbre de Jessé (XVIe).
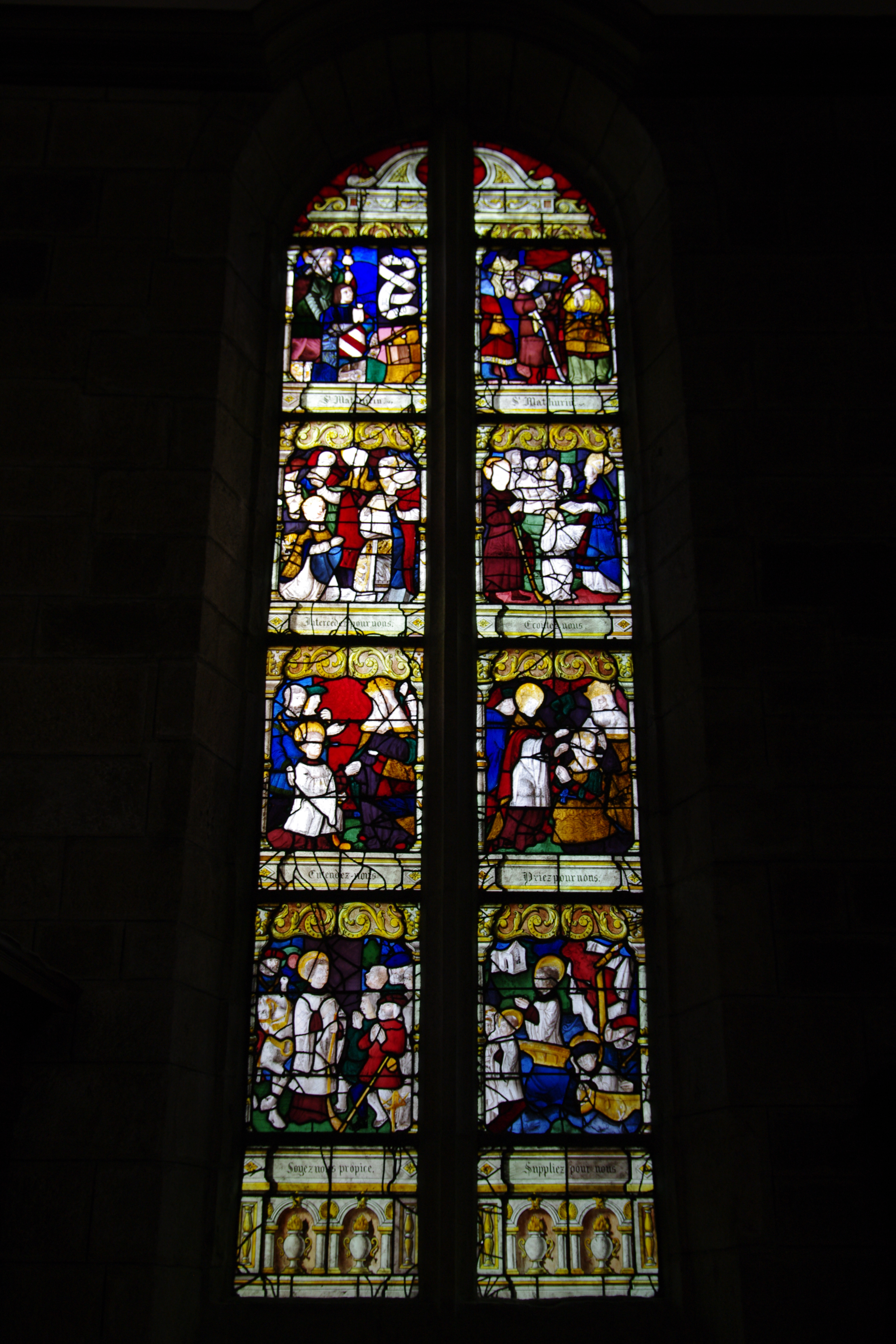
Vie de saint Mathurin (XVIe).
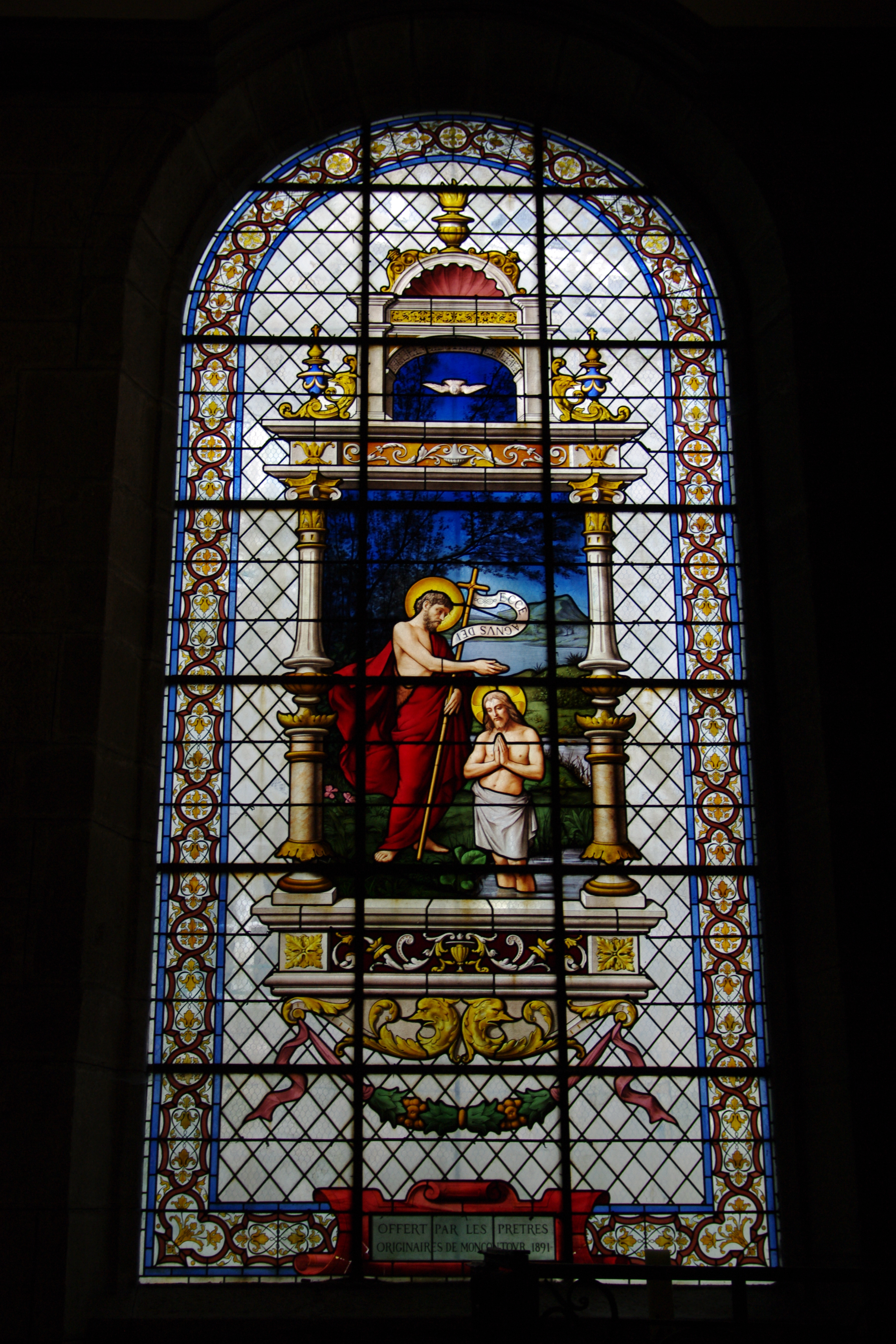
Baptême du Christ.
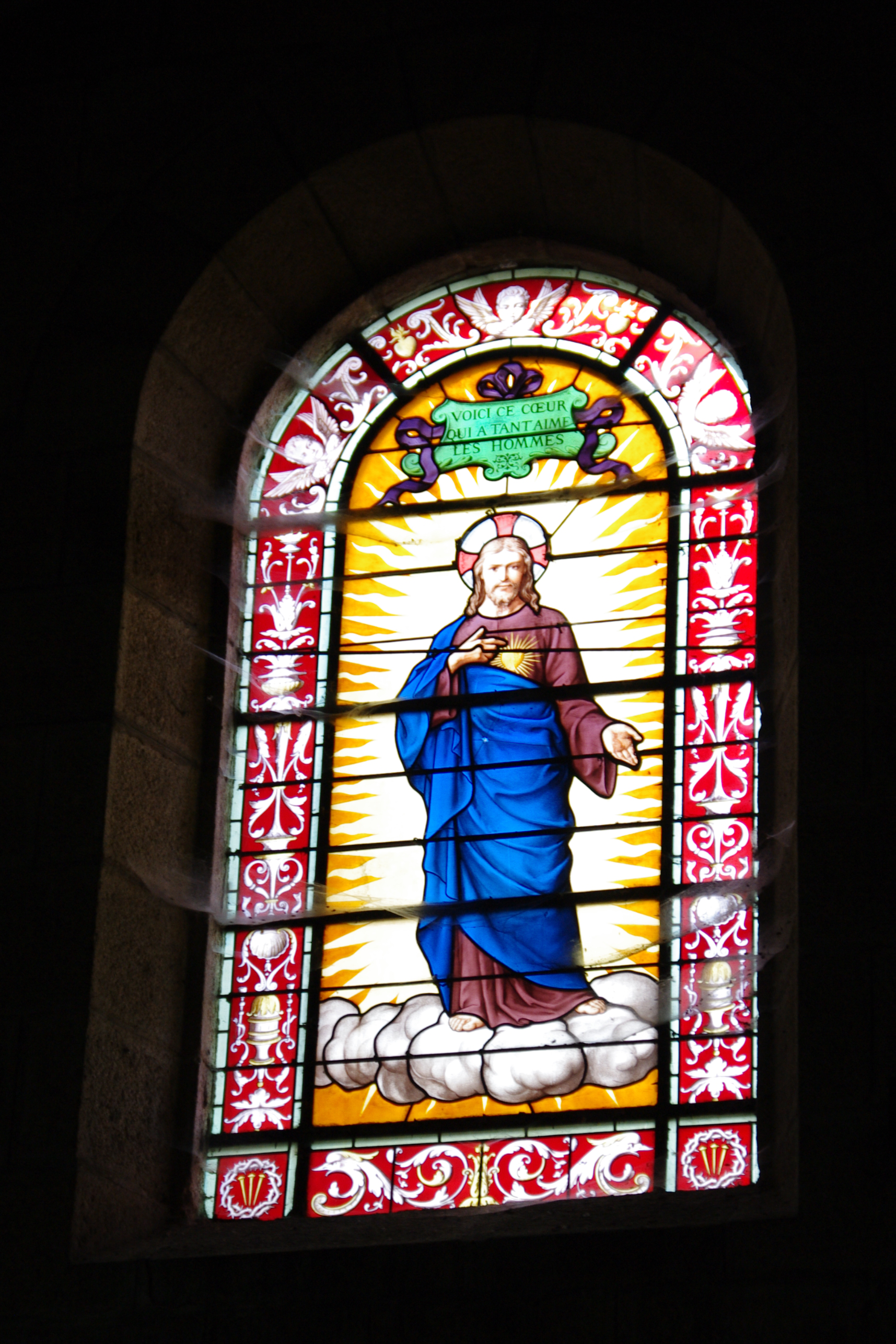
Sacré-Cœur de Jésus.
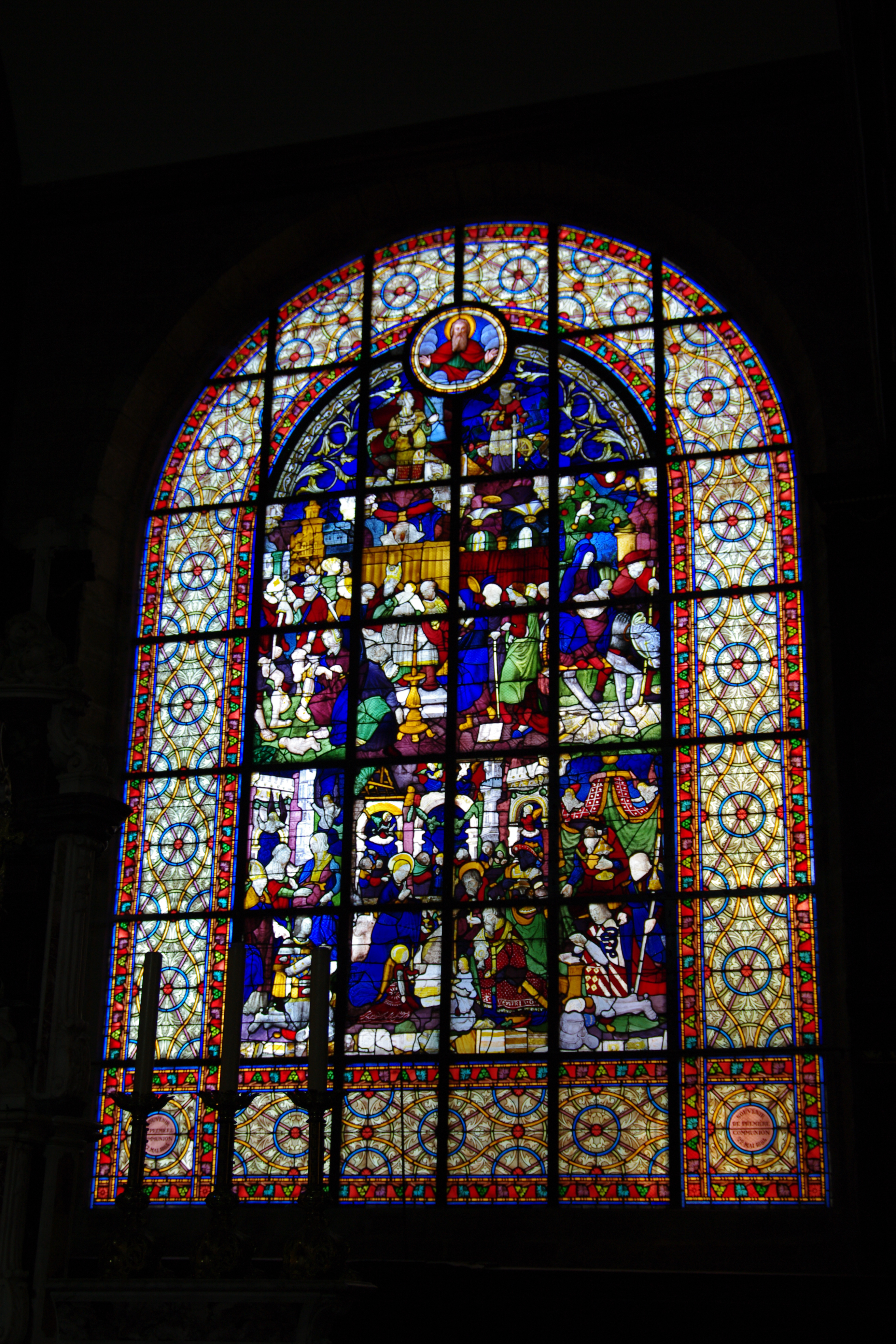
Maîtresse vitre (XVIe).
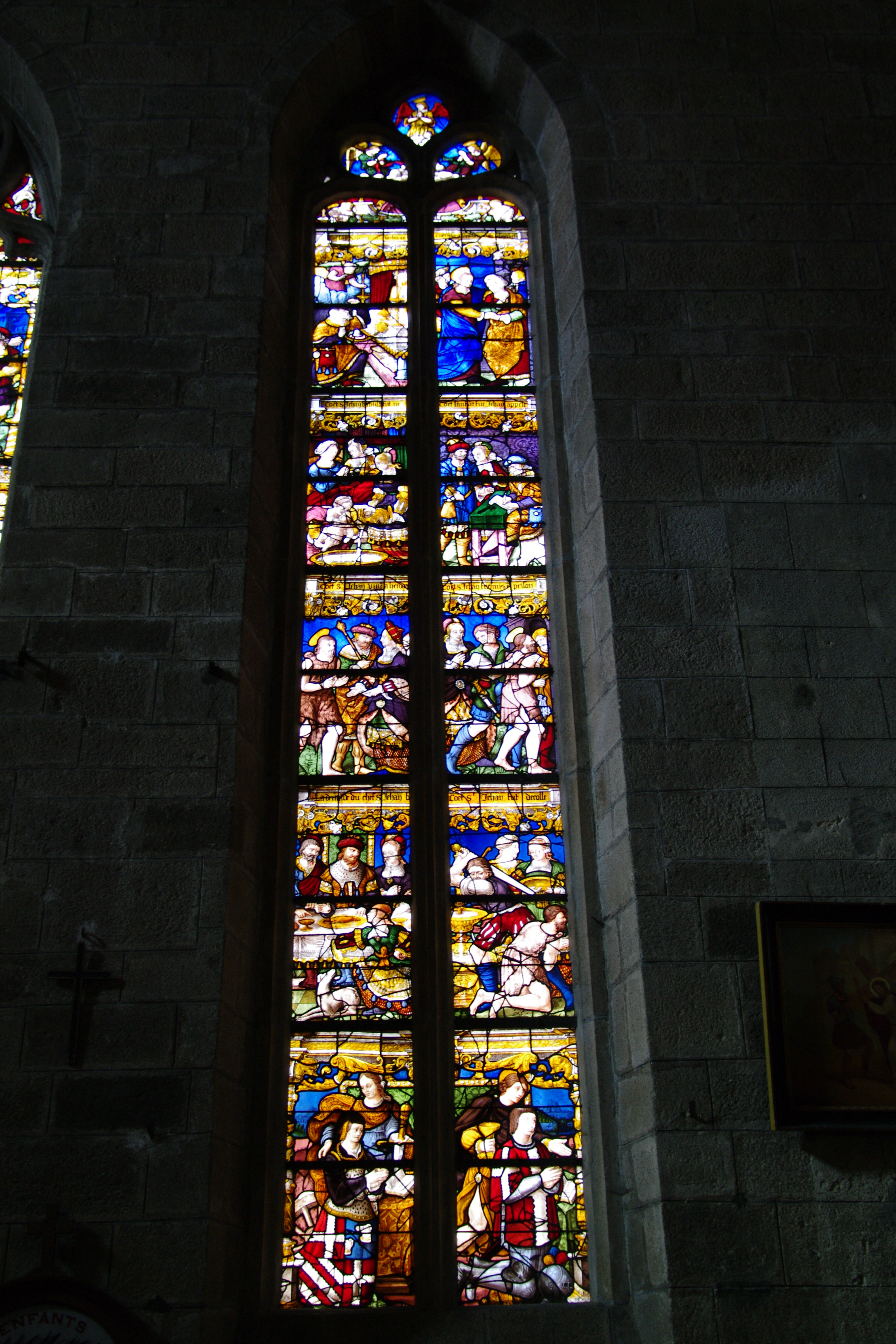
Vie de saint Jean Baptiste (XVIe).
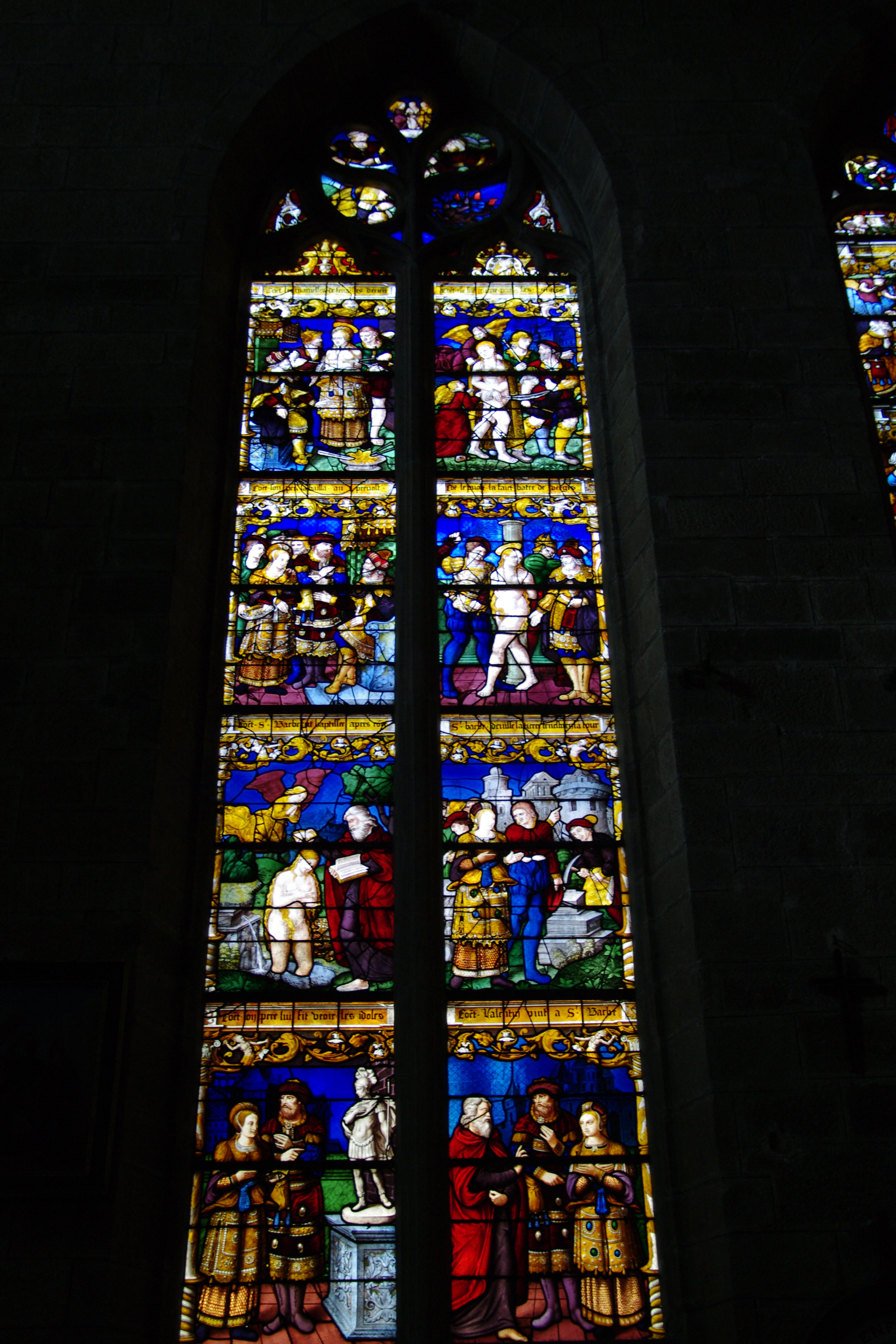
Vie de sainte Barbe (XVIe).
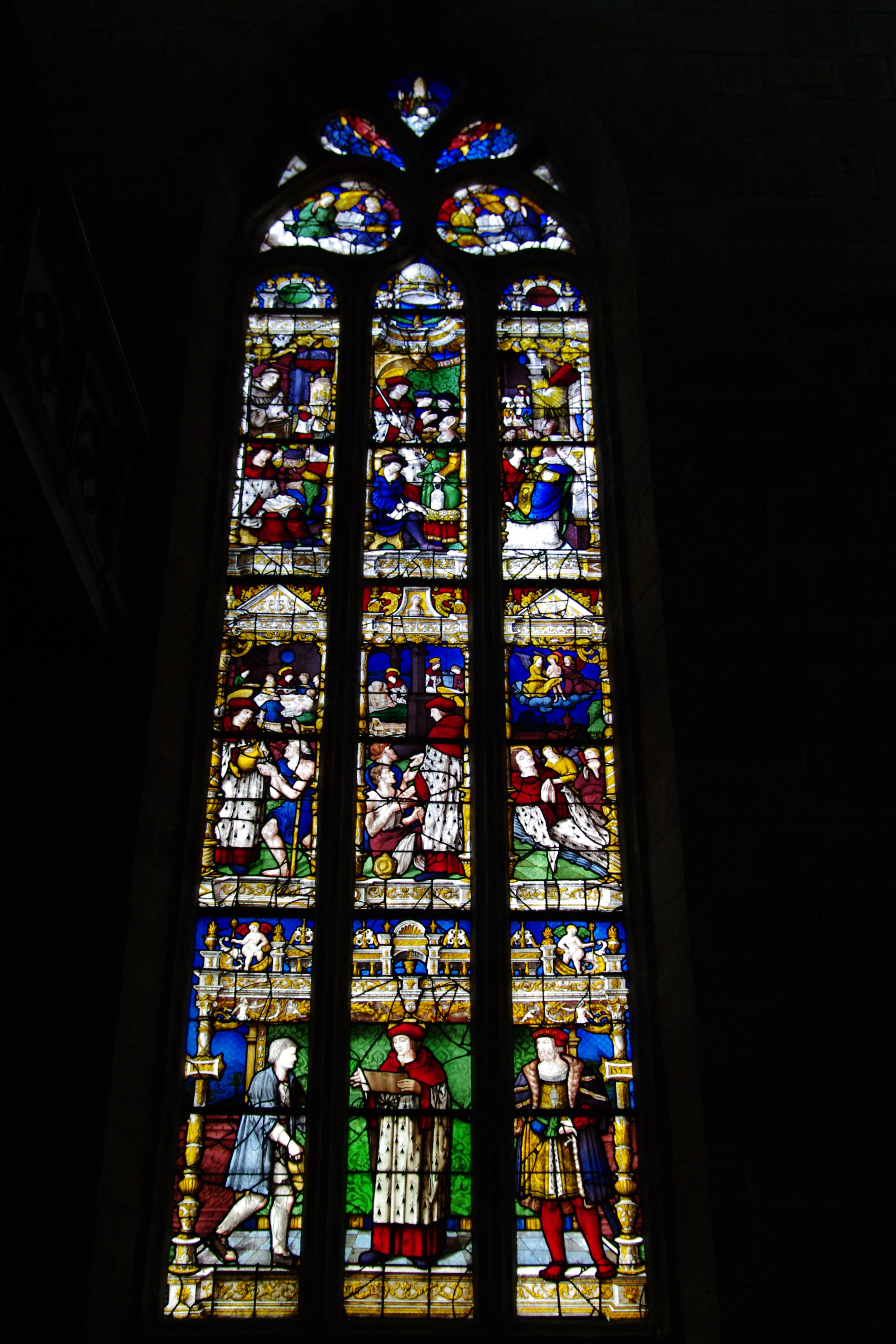
Vie de saint Yves (XVIe).

## Événements culturels
Tous les ans a lieu un concert au profit de l'association des amis de l'orgue de Moncontour. Les concerts sont organisés par Jean-Pierre Ballon, qui possède une grande expérience de chef d'orchestre et de chœur tant avec des professionnels que des amateurs.